# Zero Branco
Zero Branco – miejscowość i gmina we Włoszech, w regionie Wenecja Euganejska, w prowincji Treviso.
Według danych na rok 2004 gminę zamieszkiwało 8565 osób, 329,4 os./km².